# Sofronis Avgousti
Sofronis Avgousti (Limasol, Chipre, 9 de marzo de 1977) es un exjugador y entrenador de fútbol chipriota. Actualmente dirige al Apollon Limassol.

## Trayectoria

### Como jugador
Nacido en Limasol, Avgousti inició su carrera en el Apollon Limassol en 1998. Luego de ocho temporadas en el club limosiense, se unió al AEK Larnaca en 2006. Más tarde, regresó al Apollon, donde no tuvo continuidad y se mudó al Aris Limassol para la temporada 2009-10.Seis meses después, se marchó al APOEL Nicosia, donde abandonó para volver a jugar en el Apollon hasta el final de su carrera en 2013.

### Como entrenador

#### Apollon Limassol
En julio de 2013, Avgousti comenzó siendo asistente técnico del Apollon Limassol y se mantuvo en ese cargo hasta diciembre de 2016 cuando asumió al frente del primer equipo en reemplazo de Pedro Emanuel. En agosto de 2019, fue despedido de su cargo después de ser derrotado por 4-0 ante el PSV en la última ronda de la clasificación para la Liga Europa de la UEFA 2019-20.
Sin embargo, un mes más tarde, volvió a ser recontratado por el club. En noviembre de 2020, abandonó su cargo de mutuo acuerdo con la directiva del equipo.

#### AEK Larnaca
El 24 de noviembre de 2020, fue anunciado como entrenador del AEK Larnaca. No obstante, a final de la temporada 2020-21, anunció su marcha del club por mutuo acuerdo luego de reunirse con el presidente del club, Andros Karapatakis.

#### APOEL
En agosto de 2021, asumió al frente del APOEL Nicosia y firmó un contrato por una temporada. Después de quedar tercero en la Primera División de Chipre 2021-22, se marchó del club por mutuo acuerdo en octubre de 2022.

#### Karmiotissa y Omonia
El 14 de diciembre de 2022, fue anunciado como entrenador del Karmiotissa. Sin embargo, en febrero de 2023, dejó su cargo en Pano Polemidia para ser el técnico del Omonia Nicosia. Unos meses después, obtuvo la Copa de Chipre después de vencer al AEL Limassol por 1-0. El 8 de enero de 2024, el club anunció su salida del equipo.
En julio de 2024, inició su segunda etapa al frente del Karmiotissa. No obstante, el 24 de septiembre, el club anunció la terminación anticipada de su contrato.

#### Selección de Chipre y vuelta al Apollon
El 30 de septiembre de 2024, fue confirmado como técnico de la selección de Chipre hasta noviembre de 2026.Sin embargo, el 19 de diciembre, presentó su renuncia al cargo para asumir al frente del Apollon Limassol.

## Clubes

### Como jugador
| Club             | País   | Año       |
| ---------------- | ------ | --------- |
| Apollon Limassol | Chipre | 1998-2006 |
| AEK Larnaca      | Chipre | 2006-2008 |
| Apollon Limassol | Chipre | 2008-2009 |
| Aris Limassol    | Chipre | 2009      |
| APOEL            | Chipre | 2010      |
| Apollon Limassol | Chipre | 2010-2013 |

### Como entrenador
| Club                | País   | Año           |
| ------------------- | ------ | ------------- |
| Apollon Limassol    | Chipre | 2016-2019     |
| Apollon Limassol    | Chipre | 2019-2020     |
| AEK Larnaca         | Chipre | 2020-2021     |
| APOEL               | Chipre | 2021-2022     |
| Karmiotissa         | Chipre | 2022-2023     |
| Omonia Nicosia      | Chipre | 2023-2024     |
| Karmiotissa         | Chipre | 2024          |
| Selección de Chipre | Chipre | 2024          |
| Apollon Limassol    | Chipre | 2024-presente |

## Palmarés

### Como jugador

#### Campeonatos nacionales
| Título                     | Club             | País   | Año     |
| -------------------------- | ---------------- | ------ | ------- |
| Copa de Chipre             | Apollon Limassol | Chipre | 2000-01 |
| Primera División de Chipre | Apollon Limassol | Chipre | 2005-06 |
| Copa de Chipre             | Apollon Limassol | Chipre | 2012-13 |

### Como entrenador

#### Campeonatos nacionales
| Título         | Club             | País   | Año     |
| -------------- | ---------------- | ------ | ------- |
| Copa de Chipre | Apollon Limassol | Chipre | 2016-17 |
| Copa de Chipre | Omonia Nicosia   | Chipre | 2022-23 |